# 天山柳叶菜
天山柳叶菜（学名：Epilobium tianschanicum）为柳叶菜科柳叶菜属下的一个种。